# Objektivnost
Objektivnost je pojam koji predstavlja neovisan opis činjenica ili stvarnosti, koje promatrač ili osoba koja ga opisuje ne mijenja. Pojam potječe iz francuskoga objectif, koje pak dolazi iz latinskog obiacere i znači nasuprot.
Srodni pojmovi su neovisnost, nepristranost, a svi skupa podrazumijevaju isključivanje osjećaja i predrasuda.
Suprotni pojam je subjektivnost ili jednostranost.
Objektivizam je pojam koji opisuje grana filozofije koja je nastala u ranom devetnaestom stoljeću. Gottlob Frege ga je prvi primjenjivao, kada je iznio epistemološke i metafizičke teorije suprotno onom Immanuela Kanta. Kantova racionalnost je nastojala pomiriti kvarove koje je vidio u realizmu, empirizmu i idealizmu da bi uspostavio kritičku metodu pristupa distinkcije između epistemologije i metafizike.
Objektivizam, u ovom kontekstu, je alternativni naziv za filozofski realizam, pogled u kojemu postoji stvarnost ili ontološko carstvo objekata i činjenica koje postoji nezavisno o umu. Snažnija inačica ove tvrdnje može držati da postoji samo jedan točan opis realnosti.